# Вештачка интелигенција (филм)
Вештачка интелигенција (енгл. „A.I. Artificial Intelligence“) је амерички научнофантастични филм из 2001. године, редитеља Стивена Спилберга.

## Радња
У 22. веку, глобално загревање довело је до топљења поларних ледених капа, поплава обала, приморавајући америчку владу да донесе законе који озбиљно ограничавају рађање деце. Појављује се нова класа робота - хуманоидни андроиди способни да опонашају мисли и емоције. Људи и роботи се називају орга (организам) и механизам (механизам). Упркос својој слободи, ови други немају политички и правни статус и могу легално постојати само ако имају лиценцу. Давид, прототип модела који је креирала Сајбертроникс, је робот налик дечаку програмиран да воли своје људске власнике. Компанија тестира своју креацију на једном од својих запослених, Хенрију Свинтону, и његовој супрузи Моники. Син Свинтонових, Мартин, стављен је у суспендовану анимацију док није пронађен лек за његову ретку болест. Иако је Моника у почетку била застрашена од Давида, она је у њему ипак активирала програм пројекције љубави. Дејвид се такође спријатељи са Тедијем, роботом плишаним медведом који брине о добробити андроида.
Након што је пронађен лек за Мартина, он се враћа кући, где долази до ривалства између њега и Давида. Мартин убеђује Дејвида да ноћу оде у спаваћу собу својих родитеља и одсече прамен Моникине косе, али у тренутку када Давид то уради, пар се буди. На забави поред базена, један од Мартинових пријатеља, покушавајући ножем да активира Давидов програм самоодбране, гадно га плаши. Давид се чврсто држи Мартина и обојица падају у базен. Чак и на дну, Давид га и даље држи. Хенри спасава Мартина од утапања. Родитељи су шокирани Давидовим поступцима и забринути су да му је његова способност да воли дала и способност да мрзи. Хенри убеђује Монику да одведе Давида у Сајбертроникс, где ће бити уништен. Међутим, на путу до компаније, Моника одлучује да га остави у шуми заједно са плишаним медведом да га спречи да буде уништен. Остављен са Тедијем, Дејвид се сећа бајке „Пинокијеве авантуре” Карла Колодија, коју су му читали родитељи, и одлучује да пронађе Плаву вилу како би га претворила у правог дечака. Он верује да ће га мајка после овога волети. Одлазећи у потрагу, он завршава на сајму меса, где се застарели роботи уништавају пред навијачком публиком. Давид је на корак од уништења, али га је публика, преварена реалистичним ликом Давида, јединог од свих робота који су молили за његов живот, пустила. Протагониста одатле бежи заједно са Гиголом Џоом, роботом који је побегао пошто је оптужен за убиство које није починио.
Џо, Теди и Дејвид путују у Ред Сити, америчку метрополу. Користећи информације из холографског система упућивања под називом Др. Но, јунаци стижу до највиших спратова Рокфелер центра на делимично поплављеном Менхетну. До тамо стижу амфибијским возилом, летелицом која може и да рони под воду, коју су украли од полиције у Црвеном граду. На Менхетну, Дејвид упознаје свог творца, професора Алена Хобија, који му каже да је њихов сусрет експеримент који показује стварност Давидове љубави и жеље. Поред тога, постаје јасно да су многе копије Давида већ направљене, укључујући и женске верзије. Давид, на његову жалост, схвата да није јединствен. Очајан, покушава да изврши самоубиство павши са ивице небодера у океан, али га Џо спашава на амфибијском возилу. Давид каже Џоу да је видео Плаву вилу под водом и да жели да сиђе до ње. У том тренутку, Џоа хвата полиција са електромагнетом. Дејвид и Теди се спуштају на дно амфибијским возилом у потрази за Вилом, за коју се испоставља да је статуа са вожње на Кони Ајленду. Теди и Дејвид су заробљени када чудесни точак падне на њихово возило. Верујући да је Плава вила стварна, Давид је замоли да га претвори у правог дечака, понављајући њену жељу док му не понестане унутрашње напајање.
Тако пролази две хиљаде година. Човечанство је мртво, а Менхетн је затрпан испод неколико стотина стопа леда. Роботи су еволуирали у високо напредне хуманоидне форме. Проналазе Дејвида и Тедија, схвате да су они древни роботи који су видели живе људе и одлеђују их. Пробуђени Давид прилази смрзнутој статуи Плаве виле, која пуца и разбија се након што је додирне. Након што су примили и схватили Давидова сећања, футуристички роботи реконструишу дом породице Свинтон и објашњавају му кроз интерактивну слику Плаве виле да га је немогуће учинити човеком. Међутим, на Дејвидов наговор, поново стварају Монику путем ДНК узорка из прамена њене косе који је Теди сачувао. Али може да живи само један дан и овај процес се не може поновити. Давид проводи свој најсрећнији дан са Моником и Тедијем. На крају дана она иде у кревет последњи пут; Давид легне поред ње, затвори очи и оде „где се снови рађају“. Робот Теди се пење на кревет и посматра Дејвида и Монику како заспи.

## Улоге
| Глумац            | Улога              |
| ----------------- | ------------------ |
| Хејли Џоел Озмент | Дејвид             |
| Франсес О'Конор   | Моника Свинтон     |
| Џуд Ло            | жиголо Џои         |
| Сем Робардс       | Хенри Свинтон      |
| Џејк Томас        | Мартин Свинтон     |
| Вилијам Херт      | проф. Ален Хоби    |
| Брендан Глисон    | гроф Џонсон-Џонсон |
| Мерил Стрип       | Плава вила (глас)  |
| Бен Кингсли       | Наратор            |
| Робин Вилијамс    | доктор Ноу         |